# 鯉魚山 (花蓮県)

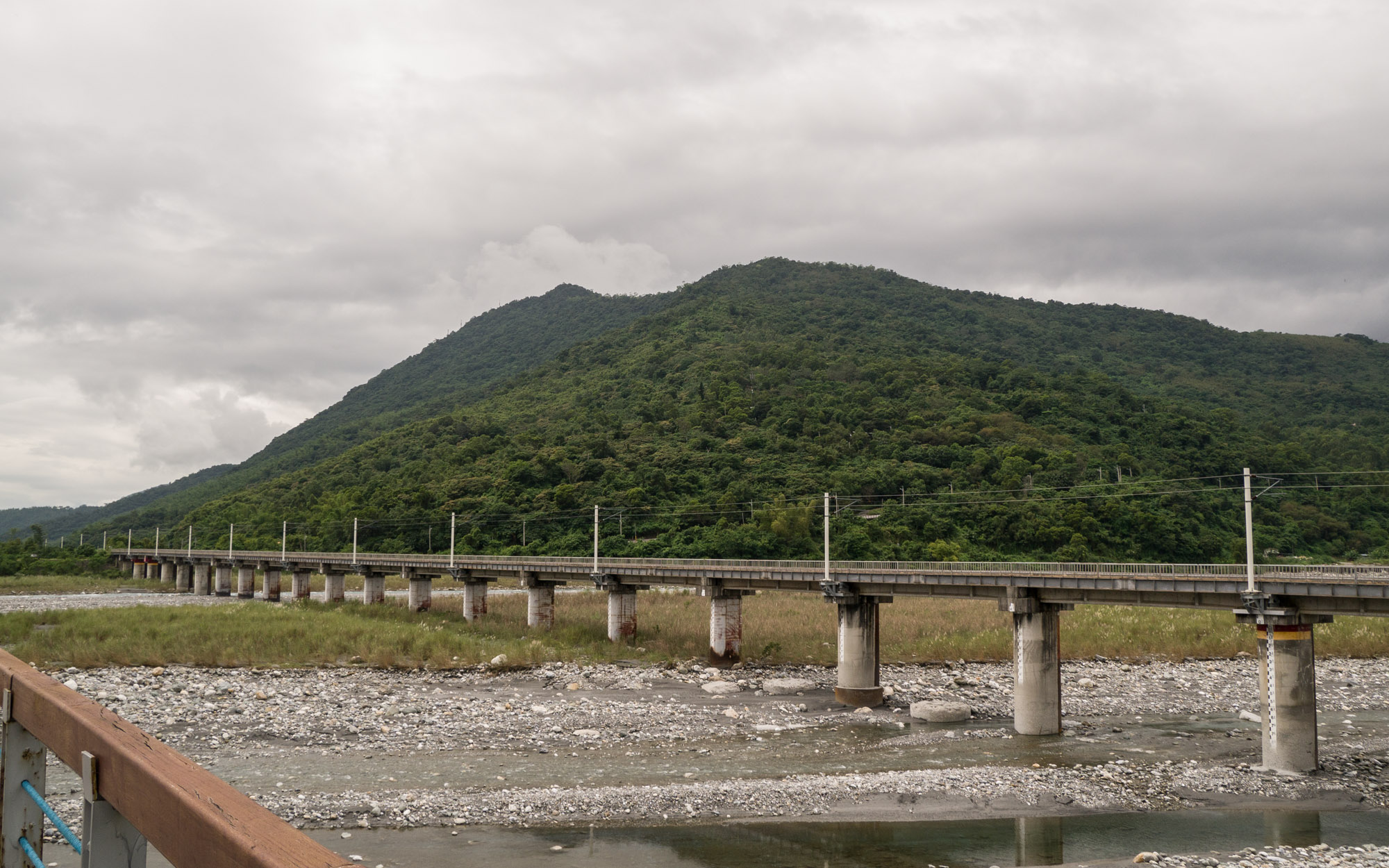
台湾台東線の木瓜渓橋から鯉魚山を望む

鯉魚山（リーユーシャン/りぎょさん、中国語: 鯉魚山、英語: Mount Liyu）は、台湾花蓮県寿豊郷の池南村と志学村の分岐点に位置し、山頂の標高は601メートル[2]、台湾小百岳の一つである。花蓮渓本流とその支流の木瓜渓、荖渓の分水嶺となっている。山頂には三等三角点4302号があり、海岸山脈の賀田山、月眉山の稜線が見え、北側に初音山を見渡せる。林業局は「鯉魚山国家歩道」を設置していて、これは台湾国家自然歩道の一部で、花蓮林区管理処の管轄である。。
鯉魚山の西側には有名な鯉魚潭（美しい湖）がある。

## 参照項目
- 台湾小百岳
- 鯉魚潭